# Marcel·lí Carreras i Ibáñez
Marcel·lí Carreras i Ibáñez (Santa Maria del Camí (Veciana), província de Barcelona, 1882 - Barcelona, 1 de juliol de 1970) va ser un canonge i ardiaca de la catedral de Vic català.

## Biografia
Estudià el cicle filosòfic al Seminari de Vic i en 1900 marxà a Roma, on es doctorà en filosofia per la Gregoriana (1902). A la mateixa universitat obtingué la llicenciatura en teologia dos anys després (1904) i el doctorat en 1905. Obtingué els màxims graus en filosofia i en teologia, emprengué dret canònic, llicenciant-se en 1905. Aquell mateix any s'ordenà sacerdot. Tornà a Vic i s'incorporà al Seminari de Vic com a mestre de col·legials. En 1909 va ser designat catedràtic de lògica. Aquesta assignatura la impartí des d'aquell any mateix fins al 1943.
Amb el textos editats pel mateix Seminari impartí també rudiments de llatí i castellà, i catecisme (1909-1910). La història de la filosofia (1917-1922, 1926-1928) l'explicava tenint de referències el tractat de Jaume Balmes. A més, ensenyà Lectio religionis et urbanitatis (1931-1936), teologia fonamental (1939-1943) i ontologia (1928-1943). Són de destacar les intenses gestions fetes per Carreras amb vista a la construcció del nou Seminari Conciliar de Vic (1940).